# Tracy Pollan
Tracy Pollan (Long Island, 22 giugno 1960) è un'attrice statunitense.

## Biografia
Ha studiato recitazione al Lee Strasberg Institute ed ha esordito poi come attrice in teatro.
Negli anni ottanta ha iniziato a lavorare in televisione.

## Vita privata
È la sorella del giornalista statunitense Michael Pollan.

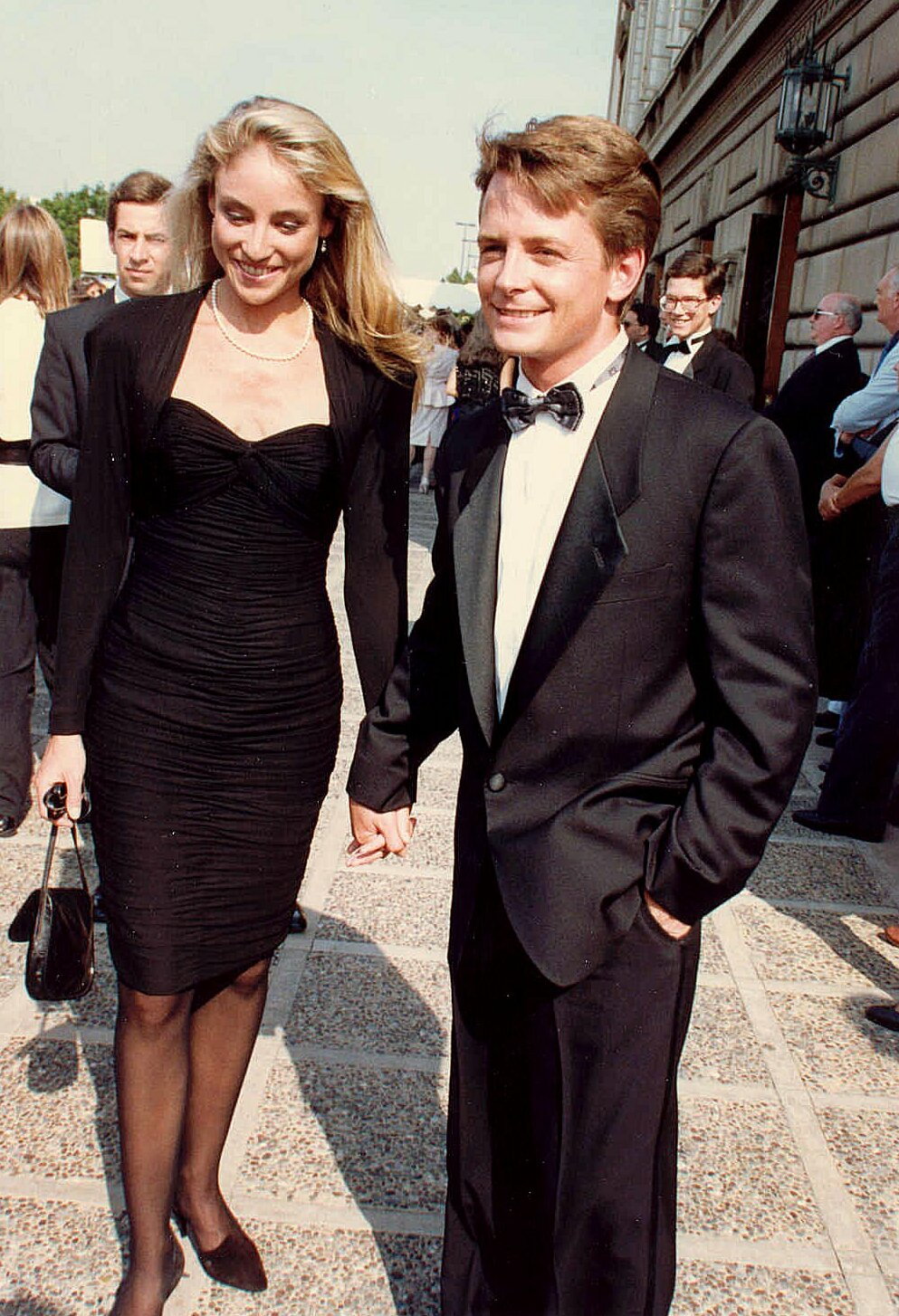
L'attrice con suo marito, Michael J. Fox, nel 1988

Moglie dell'attore Michael J. Fox dal 1988, conosciuto sul set di Casa Keaton, ha avuto 4 figli: Sam Michael (1989), le gemelle Aquinnah Kathleen e Schuyler Frances (1995) ed Esmé Annabelle (2001).

## Filmografia

### Cinema
- Promesse, promesse (Baby It's You), regia di John Sayles (1983)
- Anni pericolosi (The Little Sister), regia di Jan Egleson (1985)
- Terra promessa (Promised Land), regia di Michael Hoffman (1987)
- Le mille luci di New York (Bright Lights, Big City), regia di James Bridges (1988)
- Una estranea fra noi (A Stranger Among Us), regia di Sidney Lumet (1992)
- Natalee Holloway, regia di Mikael Salomon (2009)

### Televisione
- For Lovers Only - film TV, regia di Claudio Guzmán (1982)
- Sessions - film TV, regia di Richard Pearce (1983)
- Trackdown: Finding the Goodbar Killer - film TV, regia di Bill Persky (1983)
- A Good Sport - film TV, regia di Lou Antonio (1984)
- ABC Afterschool Specials - serie TV, episodio 12x05 (1984)
- The Baron and the Kid - film TV, regia di Gary Nelson (1984)
- Il rapimento di Kary Swenson (The Abduction of Kari Swenson) - film TV, regia di Stephen Gyllenhaal (1987)
- Due donne speciali (A Special Friendship) - film TV, regia di Fielder Cook (1987)
- Casa Keaton (Family Ties) - serie TV, 13 episodi (1985-1987)
- I Kennedy (The Kennedys of Massachusetts) - miniserie TV, 3 puntate (1990)
- Fine Things - film TV, regia di Tom Moore (1990)
- Annunci personali (Dying to Love You) - regia di Robert Iscove (1993)
- Un mondo senza sole (Children of the Dark) - regia di Michael Switzer (1994)
- Spin City - serie TV, 2 episodi (1997-1998)
- Anna Says - serie TV (1999)
- Law & Order - Unità vittime speciali (Law & Order: Special Victims Unit) - serie TV, episodi  1x10-2x03 (2000-2003)
- Caccia al killer (1st to Die) - regia di Russell Mulcahy (2003)
- Hench at Home - film TV, regia di John Fortenberry (2003)
- Natalee Holloway - film TV, regia di Mikael Salomon (2009)
- Medium - serie TV, 3 episodi (2009)
- Law & Order: Criminal Intent - serie TV, episodio 9x09 (2010)
- Giustizia per Natalee (Justice for Natalee Holloway) - film TV, regia di Stephen Kay (2011)
- The Michael J. Fox Show - serie TV, episodio 1x02 (2013)
- Nightcap - serie TV, episodio 1x04 (2016)
- Goodbye, Jonathan! - serie TV, 1 episodio (2020)
- Inventing Anna - serie TV, episodio 1x04 (2022)

## Riconoscimenti
- Premio Emmy
  - 2000 – Candidatura alla miglior guest star in una serie TV per Law & Order - Unità vittime speciali
- Razzie Awards
  - 1993 – Candidatura alla peggior attrice non protagonista per Una estranea fra noi

## Doppiatrici italiane
- Emanuela Rossi in Casa Keaton, Medium, Una estranea fra noi
- Laura Boccanera in Terra promessa
- Franca D'Amato in Caccia al killer
- Olivia Manescalchi in Law & Order - Criminal Intent
- Cristina Boraschi in Le mille luci di New York
- Patrizia Salerno in Spin City
- Roberta Pellini in Law & Order - Unità vittime speciali
- Jasmine Laurenti in Annunci personali